# NGC 7699
NGC 7699 (również PGC 71782) – galaktyka spiralna (Sa), znajdująca się w gwiazdozbiorze Ryb. Odkrył ją Albert Marth 18 listopada 1864 roku.